# Supercoppa belga 2016 (pallavolo femminile)
La Supercoppa belga 2016 si è svolta il 15 ottobre 2016: al torneo hanno partecipato due squadre di club belghe e la vittoria finale è andata per la nona volta all'Asteríx Kieldrecht.

## Regolamento
Le squadre hanno disputato una gara unica.

## Squadre partecipanti
| Squadra          | Qualificazione                                     | Ultima partecipazione |
| ---------------- | -------------------------------------------------- | --------------------- |
| Asterix Avo      | Vincitrice Liga A 2015-16/Coppa del Belgio 2015-16 | Supercoppa belga 2015 |
| Datovoc Tongeren | Finalista Coppa del Belgio 2015-16                 | Supercoppa belga 2007 |

## Torneo
| 15 ottobre 2016 ?, Beveren Durata: ? - Spettatori: ? | Asterix Avo | 3 - 0 | Datovoc Tongeren | 25-18, 25-13, 25-23 |